# ブリニョウルヴル・スヴェインソン
ブリニョウルヴル・スヴェインソン（アイスランド語: Brynjólfur Sveinsson、1605年9月14日 - 1675年8月5日）は、アイスランドのスカールホルト司教座のルーテル教会司教を務めた人物。古ノルド語文学に関する現代の知識に大きな影響を与えた。またアイスランドの詩人・賛美歌作家ハトルグリームル・ピェートゥルソンのキャリアを支援したことでも知られる。2022年現在、1,000アイスランド・クローナ紙幣に描かれている。
ブリニョウルヴルはアイスランド北西部のヴェストフィヨルドにあるエヌンダールフィヨルズルで生まれた。彼は1624年から1629年までコペンハーゲン大学で学び、1632年から1638年までロスキレ大学のプロヴォスト（学長）を務めた。
1643年、彼は後に『王の写本』と呼ばれることになる古写本を発見し、その写本に記録されていた古ノルド語の神話詩・英雄詩の集成を『エッダ』と命名した。ブリニョウルヴルはその写本を〈学者〉セームンドルの手によるものと考えた。しかしながら現代の学術的な共通見解では、どのエッダ詩の執筆者についても、編纂者という意味でも詩人という意味でも、セームンドルであったはずがない、という見解で一致している。この写本には、長い期間にわたって、複数の作者が存在する、と考えられている。
1650年、デンマーク王フレデリク3世は故ステファニウスの後任としてブリニョウルヴルをデンマーク王室歴史家 (Royal Danish Historian) に任命した。彼はその地位を辞退したが、アイスランドで写本を収集するためにできることをすると王に約束した。彼の最初の行動の一つは、彼の教区に住む全ての人々に、原本・写しを問わず、贈り物として、あるいは有償で、古い写本を王に引き渡すよう求めることであった。
このようにして収集されたアイスランドの写本の中で、最も記念碑的なものは『フラート島本』である。これはブリニョウルヴルが所有者を直々に訪問することで初めて確保された。写本の所有者であったフラート島の住民ヨウン・フィンソン (Jón Finnsson) は、当初、貴重な家宝を手放すことに気乗りしていなかった。ブリニョウルヴルによる直々の訪問と説得ののち、フィンスソンはこの価値のある写本を手放した。この写本は1656年に王に贈られ、コペンハーゲンの王立図書館に収蔵された。

## 近現代の創作作品
1882年に初版が出版された Torfhildur Þorsteinsdóttir Hólm の小説『Brynjólfur Sveinsson biskup』は、史実上のブリニョウルヴル・スヴェインソンの生涯に基づいている。